# La Belle de Gaza
La Belle de Gaza is een Franse documentaire uit 2024, geregisseerd door Yolande Zauberman. De film concentreert zich op de levens van transvrouwen uit Gaza die de gewelddadige vervolging ontvluchten naar Tel Aviv in Israël en daar een nieuw leven beginnen. De film ging op 17 mei 2024 in première tijdens de 77ste editie van het filmfestival van Cannes. De première in de bioscopen vond plaats op 29 mei 2024.

## Achtergrond
Homoseksuelen en transgenders worden in Gaza en de Palestijnse Gebieden op brute wijze vervolgd. Een aanzienlijk deel van het geweld en de onderdrukking in Gaza is te wijten aan de terroristische organisatie Hamas, die sinds 2007 de Gazastrook bestuurt. Volgens de interpretatie van Hamas zijn seksuele handelingen tussen mannen verboden onder de islamitische wet (sharia). Mannen die hiervoor veroordeeld worden, riskeren een gevangenisstraf van maximaal tien jaar. Er zijn ook meldingen van executies en marteling van slachtoffers. De regio staat wereldwijd onderaan wat betreft de mensenrechten voor homo's, lesbiennes en transgenders. Het buurland Israël wordt vaak gezien als een belangrijk toevluchtsoord voor deze groepen.
Na de documentaires Would You Have Sex with an Arab? (2011) en M (2018) is La Belle de Gaza de derde film in een trilogie van Yolande Zauberman over het nachtleven in Israël. De opnames voor La Belle de Gaza vonden plaats in 2022, en de film was afgerond voorafgaand aan de Hamas-aanval in Israël op 7 oktober 2023. Na het begin van de oorlog tussen Israël en Gaza wilde Zauberman haar film aanvankelijk niet meer vertonen. Na reacties op voorvertoningen aan vrienden en filmmakers kwam ze op die beslissing terug en ging de film in 2024 alsnog in première.

## Verhaallijn
In de documentaire worden de vaak tragische levens van transgender vrouwen in Israël belicht. De titel van de film verwijst naar een transvrouw, bekend als “De Schoonheid uit Gaza”, die volgens geruchten met de dood werd bedreigd vanwege haar transgenderidentiteit en daarom te voet van Gaza naar Tel Aviv vluchtte. De zoektocht naar deze vrouw dient in de film als voorwendsel om de ervaringen van de queergemeenschap in Israël te tonen.
De documentaire werd opgenomen in de Hatnufastraat in Tel Aviv, een buurt die bekendstaat om zijn prostitutie. Hier volgt Zauberman de levens van verschillende transgender vrouwen, van wie sommigen zich prostitueren. Veel van deze vrouwen zijn van Arabische afkomst, en sommigen zijn zelfs vrome moslims. De film toont hun angsten, dromen en het constante gevaar van ontdekking, mishandeling of zelfs moord door hun eigen familieleden of kennissen.
Een van de vrouwen, Israela, komt uit een orthodox-joodse familie en vertelt haar verhaal van een huwelijk met een rabbijn die niets wist van haar transgenderidentiteit. Toen ze besloot te scheiden, toonde ze haar ex-man haar papieren. Die gaf haar vervolgens onmiddellijk de echtscheidingsakte. Danielle, afkomstig uit de Palestijnse gebieden, overleefde een ontvoering en mishandeling door mannen uit haar geboorteplaats, die haar bij de grens met Israël hadden achtergelaten, in de hoop dat ze door de Israëlische grenswachten voor terrorist zou worden aangezien en zou worden neergeschoten. Toen ze zich na de mishandeling tot haar moeder wendde, zei deze: “Het spijt me dat ze je niet hebben vermoord.” In tegenstelling tot deze tragische verhalen is er ook ruimte voor dankbaarheid: de Arabisch-christelijke Talleen Abu Hanna won in 2016 als eerste transvrouw van Arabische afkomst de Miss Trans Israel-wedstrijd. Ze uit haar dankbaarheid voor het feit dat ze zich in Tel Aviv veilig kan voelen.
De zoektocht naar de ‘Schoonheid uit Gaza’, die volgens de geruchten 70 kilometer te voet van Gaza naar Tel Aviv vluchtte, blijft tot het einde van de film onbeantwoord. Ondanks de zoektocht blijft de vrouw onvindbaar.

## Ontvangst

### Recensies
Andreas Scheiner gaf een positieve recensie van de film in de Neue Zürcher Zeitung:  "La Belle de Gaza werd al ver voor 7 oktober 2023 gemaakt. Het is een subtiele en associatieve film die zich moeilijk laat categoriseren. [...] Hoewel de film geen positief licht werpt op de 'vrienden in Palestina', zal zelfs de meest hardnekkige Israëlhater weinig kunnen inbrengen tegen de situatie van Palestijnse transgenders."
De Duitse filmjournalist Rüdiger Suchsland schreef op Telepolis.de: "De film toont aan dat Israël de enige staat in het Midden-Oosten is die zich inzet voor vrijheid, democratie en mensenrechten. Daarnaast brengt de film de primitieve omstandigheden en barbaarsheid binnen Palestijnse gezinnen in beeld. 'Als ik terugkeer naar mijn familie, zullen mijn broers me vermoorden', zegt een transvrouw in de film. Ouders zeggen tegen hun kinderen: 'Het zou beter zijn als je dood was.'"
Amir Bogen schreef op Ynet dat de film het gevoel overbrengt dat Israël een toevluchtsoord is voor Arabische transvrouwen in het Midden-Oosten, maar hij belichtte ook de problematische aspecten, zoals racisme. 

### Filmfestivals
Op het filmfestival van Cannes werd de documentaire genomineerd voor een L'Œil d'or en een Queer Palm.
Het internationale Belgische filmfestival Festival Cinéma Méditerranéen (Cinemamed) annuleerde in december 2024 een vertoning van de film onder druk van anti-Israëlische activisten die de complottheorie van vermeende pinkwashing door Israël steunen. Een maand eerder maakte de film wel deel uit van de programmering van het Amsterdamse filmfestival IDFA, onder de Engelstalige titel "The Belle from Gaza".

## Filmmuziek
Als filmmuziek werd een internationale mengeling van muziekstijlen ingezet. De soundtrack bevat de volgende zeven muziekstukken: 
1. "Masculinity (Acoustique)" – Lucky Love
2. "Run Baby Run" – Amanda Lear
3. "Meo" – Kazu
4. "Ahavat Hayay" – Haim Moshe
5. "Roman" – Mashrou' Leila
6. "Sabry Aalil" – Sherine Abdel Wahhab
7. "Nature Boy" – Nathan Zanagar